# Émile Charles Dameron

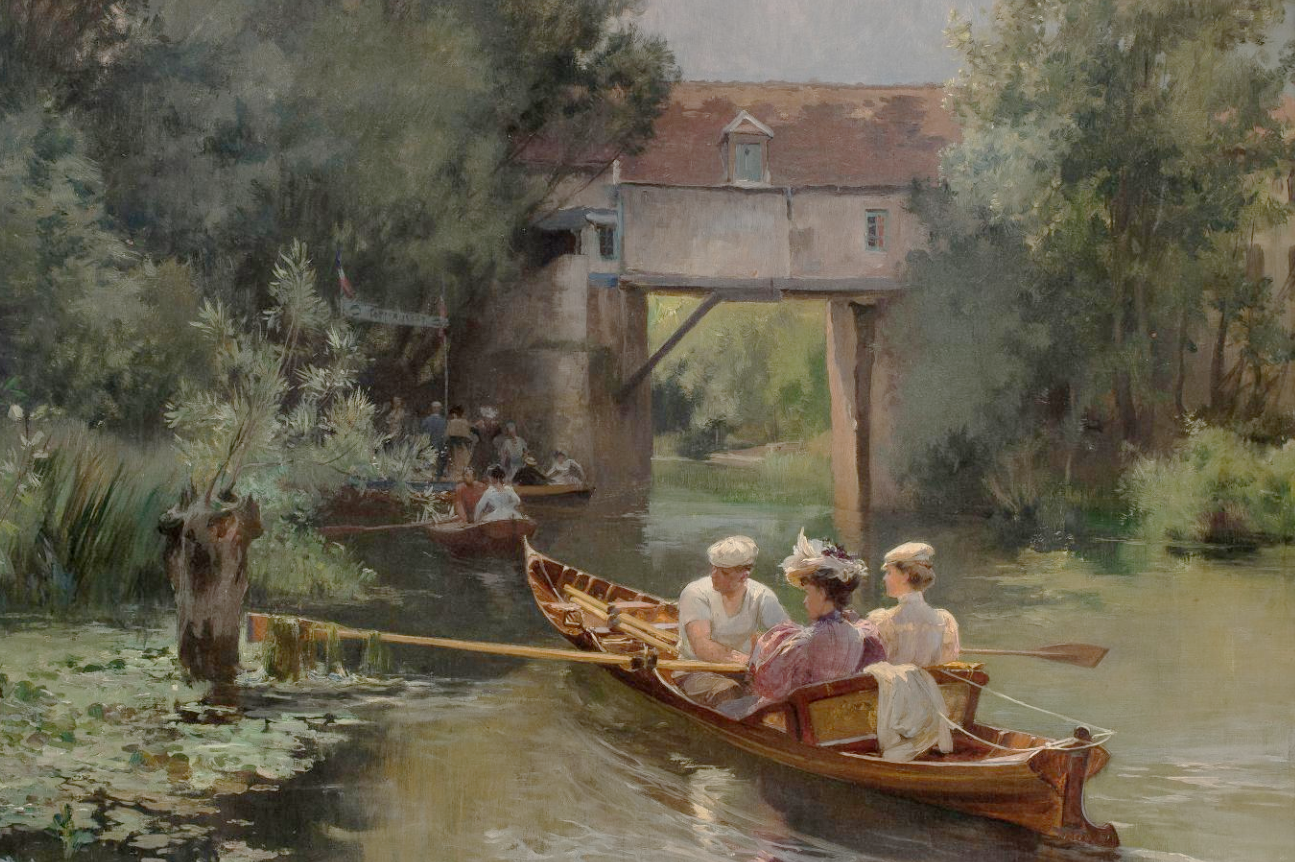
Bootsausflug

Émile-Charles Dameron (eigentlich Charles Émile Jean Dameron, * 20. Mai 1848 in Paris; † 21. Januar 1908 ebenda) war ein französischer Maler.
Émile Dameron war ein Schüler von Léon Germain Pelouse und Constant Troyon. Er ließ sich in Pont-Aven nieder, wo später eine Künstlerkolonie und eine nach Pont-Aven benannte Malerschule entstand. Er malte auch in den bretonischen Ortschaften Clisson und Dinard sowie in Concarneau.
Seine Malerei ähnelte der Schule von Barbizon. Er war ein Anhänger der naturnahen Freilichtmalerei. Er stellte seine Werke von 1872 bis 1907 im Salon der Société des Artistes Français aus und wurde mehrmals mit Medaillen ausgezeichnet.
Dameron starb am 21. Januar 1908 in der Oudinot-Klinik in Paris und fand seine letzte Ruhestätte auf dem Cimetière Montparnasse (Division 12).

## Ehrungen
1897 Ritter der Ehrenlegion